# Denuncia contra Larreta y Quirós por privatizar la vacunación contra la COVID-19
La denuncia contra Larreta y Quirós por privatizar la vacunación contra la COVID-19 es una denuncia penal contra Horacio Rodríguez Larreta y Fernán Quirós, respectivamente jefe de Gobierno y ministro de Salud de la Ciudad Autónoma de Buenos Aires, imputándoles haber privatizado la vacunación contra la COVID-19 en Argentina a favor de empresas privadas que ofrecen vacunaciones sin respetar el orden de prioridad establecido por las autoridades sanitarias y estableciendo privilegios para sus socios. La causa quedó radicada ante el Juzgado Federal No 4, a cargo de Ariel Lijo, siendo designado fiscal Carlos Stornelli, quien imputó a Rodríguez Larreta y Quirós por delitos de corrupción y difusión de la enfermedad. El escándalo se dio en el marco de la escasez de vacunas, y de denuncias de vacunación por favoritismo y militancia política y el uso de locales partidarios de la UCR en la Ciudad de buenos Aires como vacunatorios VIP clandestinos.
Constató que el vacunatorio que funcionaba en un local partidario del sur de la Ciudad fue desmontado de forma abrupta horas antes de su allanamiento.

## Hechos
El 23 de febrero de 2021 la abogada Natalia Salvo denunció penalmente a Horacio Rodríguez Larreta y Fernán Quirós, respectivamente jefe de Gobierno y ministro de Salud de la Ciudad Autónoma de Buenos Aires, imputándoles haber privatizado la vacunación contra la COVID-19 en Argentina a favor de empresas privadas que ofrecen vacunaciones sin respetar el orden de prioridad establecido por las autoridades sanitarias y estableciendo privilegios para sus socios. La causa quedó radicada ante el Juzgado Federal No 4, a cargo de Ariel Lijo, por los delitos de incumplimiento de los deberes de funcionario público y abuso de autoridad.
La denuncia acompaña como prueba publicidad realizada por empresas privadas de salud, como el Sanatorio Güemes, ofreciendo «vacunación para pacientes contra el COVID-19», «para afiliados de Hominis y OSUTHGRA».
Por su parte, el sitio web oficial del Gobierno de la Ciudad de Buenos Aires anunció que diversas empresas privadas, como el Hospital Italiano, el Hospital Alemán, el Hospital Británico, CEMIC, Sanatorio Güemes, OSECAC y OBSBA quedaban autorizadas a realizar vacunaciones contra la COVID-19.
A los fines de determinar si las empresas privadas han vacunado a personas no incluidas en las prioridades establecidas por el gobierno, la denuncia solicitó que la Ciudad de Buenos Aires dé a conocer un listado de las personas vacunadas, identificando edad y eventual afección médica.
Por su parte, el gobierno de la Ciudad de Buenos Aires explicó que  firmó siete convenios con obras sociales e instituciones privadas (Hospital Británico, Hospital Italiano, Hospital Alemán, Sanatorio Güemes -OSUTHGRA y Hominis-, CEMIC, OSBA) 
. Posteriormente se conocieron nuevos 
casos de vacunados vip en el gobierno de la Ciudad de Buenos Aires, involucrando a Horacio Rodríguez Larreta y el ministro de Salud Fernán Quirós y de familiares y dueños de empresa Murata S.A. una de las principales aportantes a la campaña del partido Propuesta Republicana, que habían sido vacunados de forma privilegiada, y que además por las limitaciones dispuestas en el protocolo de vacunación, no debían aún recibir dichas vacunas. El hecho se dio en el contexto de críticas al ministerio de salud porteño cuando miles de ancianos mayores de 80 años tuvieron que realizar colas, durante horas para recibir su vacuna contra la COVID-19 por el gobierno de la Ciudad Autónoma de Buenos Aires (CABA).
Asimismo, Quirós explicó que desde el gobierno porteño pidieron a las obras sociales y prepagas que "sean capaces de mantener la equidad en la oferta de la vacuna" Paralelamente el gobierno porteño recibió críticas y denuncias tras ponerse en conocimiento público que se estaba  vacunando a militantes de Juntos por el Cambio en un local partidista de Parque Chacabuco.
Finalmente la justicia determinó para su procesamiento que se había utilizado mecanismos para repartir vacunas destinadas a la ciudad de Buenos Aires sin verificar su destino, tuvo por finalidad garantizar la vacunación de personas que no se encuentran comprendidas en los grupos prioritarios que establece el Plan Estratégico para la Vacunación contra la Covid-19 en la República Argentina
El 24 de febrero el fiscal Carlos Stornelli impulsó la causa por corrupción, imputando al jefe de Gobierno de la Ciudad de Buenos Aires, Horacio Rodríguez Larreta, el delito de incumplimiento de los deberes de funcionario público, y al ministro de Salud Fernán Quirós, el mismo delito, agregando en este caso cohecho, malversación de caudales públicos, y propagación de enfermedad.